# 프라아테스 4세

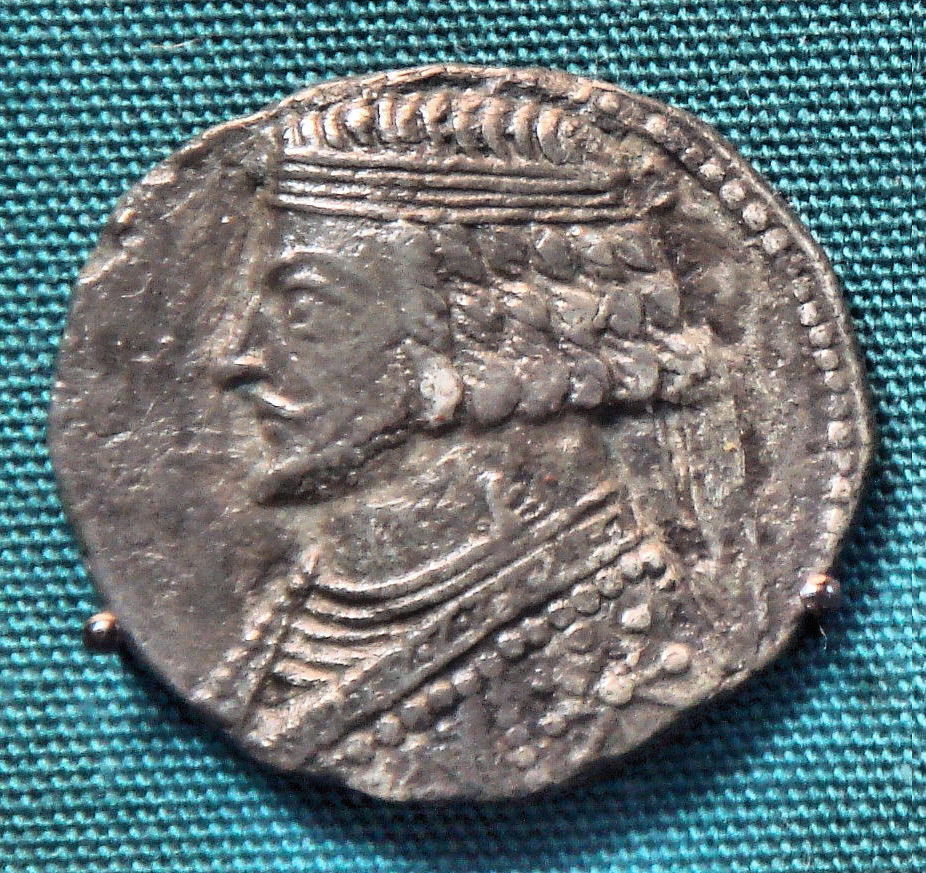
프라아테스 4세

파르티아의 왕 프라아테스 4세는 오로데스 2세의 아들로 파르티아 제국을 기원전 37년에서 기원전 2년까지 다스렸다.
그는 그의 형제 파코루스 1세의 사망 후에 기원전 37년 계승자로 임명되었다. 그는 곧 그의 어버지와 그의 30형제를 살해하였다. 프라아테스는 기원전 36년 로마 장군 마르쿠스 안토니우스에 의해 공격당했고 그는 아르메니아를 거쳐 메디아 아트로파테네로 진군하였다.
그리고 패하여 그의 군대중 더 큰 부분을 잃었다. 안토니우스는 아르메니아 왕, 아르타바스데스에 의해 배반당하였다고 믿고 기원전 34년 그의 왕국을 침입하여 그를 체포하고 또다른 아트로파테네의 왕 아르타바스데스와 조약을 결정하였다.
그러나 옥타비아누스와의 전쟁이 발발하자 안토니우스는 그의 정복을 유지할 수 없었다. 프라아테스는 아트로파테네를 회복하고 아르타바스데스의 아들 아르타크세스를 다시 아르메니아로 보냈다. 그러나 그의 많은 잔인함에 의해서 프라아테스는 그의 백성의 불신임을 일으키고 그들은 티리다테스 2세를 기원전 32년 왕좌로 뽑았다.
프라아테스는 스키타이에 의해 복위되었다. 그리고 티리다테스는 시리아로 달아났다. 로마는 아우구스투스가 로마 장군 마르쿠스 니키니우스 크라수스의 파르티아에 대한 패배에 보복하기를 바랐다. 그러나 그는 협상에 만족하였는데 그에 따라 프라아테스는 포로와 정복된 매를 돌려주었고 아르메니아 왕국도 역시 로마 속주로 인식되었다.
곧바로 프라아테스는 가장 큰 적인 자신의 가족이므로 다섯 아들은 아우구스투스에세 볼모로 보내고, 그리하여 그의 로마에 의존하는 것을 감사하였다. 볼모는 티리다테스 3세를 포함 하였는데 그를 로마는 서기 35년 속국 왕으로 설치하려고 시도하였다.
이 계획은 이탈리아 부인의 조언으로 채용한 것인데 그녀를 그는 여신 무사(뮤즈)의 이름을 채용하고 본부인으로 선언하였다. 그녀의 아들 프라아테스 5세는 보통 프라아타케스라 불리며, 그는 계승자를 임명하였다.
기원전 2년 무사와 그녀의 아들에 의해 살해되었다.
| 전임 오로데스 2세 | 제17대 파르티아 왕 기원전 37년 - 기원전 2년 | 후임 프라아테스 5세 |